# Gignac, Hérault
Gignac (okcitansko Ginhac) je naselje in občina v južnem francoskem departmaju Hérault regije Languedoc-Roussillon. Leta 2011 je naselje imelo 5.515 prebivalcev.

## Geografija
Naselje leži v pokrajini Languedoc ob reki Hérault, 30 km zahodno od Montpelliera.

## Uprava
Gignac je sedež istoimenskega kantona, v katerega so poleg njegove vključene še občine Arboras, Aumelas, Bélarga, Campagnan, Jonquières, Lagamas, Montpeyroux, Plaissan, Popian, Le Pouget, Pouzols, Puilacher, Saint-André-de-Sangonis, Saint-Bauzille-de-la-Sylve, Saint-Guiraud, Saint-Jean-de-Fos, Saint-Pargoire, Saint-Saturnin-de-Lucian, Tressan in Vendémian s 25.318 prebivalci.
Kanton Gignac je sestavni del okrožja Lodève.

## Zanimivosti
- cerkev milostne Matere Božje,
- župnijska cerkev sv. Petra v verigah,
- stolp Tour sarrasine,
- most na reki Hérault, pont de Gignac,
- most pont du Languedoc.

- Marijina cerkev
- pont de Gignac
- Tour sarrasine